# Daphnia salina
Daphnia salina är en kräftdjursart som beskrevs av Paul D.N. Hebert och Finston 1993. Daphnia salina ingår i släktet Daphnia och familjen Daphniidae. Inga underarter finns listade i Catalogue of Life.